# Liste der Nummer-eins-Hits in Österreich (1980)
Dies ist eine Liste der Nummer-eins-Hits in Österreich im Jahr 1980. Sie basiert auf den Single- und Albumlisten der österreichischen Charts. Ab dem 1. Januar 1980 gab es Top-20-Single- und -Albumcharts jeweils halbmonatlich am 1. und am 15. jeden Monats.

## Singles
| ← 1979 ← | Liste der Nummer-eins-Hits in Österreich | Liste der Nummer-eins-Hits in Österreich      | Liste der Nummer-eins-Hits in Österreich                                                                      | 1981 →                    |
| \| Zeitraum \| Wo. ges. \| Interpret \| Titel Autor(en) \| Zusätzliche Informationen \| \| (Zeitraum, Wochen auf Platz eins, Interpret, Titel, Autor[en], zusätzliche Informationen) \| \| \| \| \| \| ----------------------------------------------------------------------------------------- \| -------- \| --------------------------------------------- \| ------------------------------------------------------------------------------------------------------------- \| ------------------------- \| \| 1. Januar 1980 – 14. Februar 1980 6 Wochen \| 6 \| The Buggles \| Video Killed the Radio Star Geoffrey Downes, Trevor Charles Horn, Bruce Martin Woolley \| – \| \| 15. Februar 1980 – 29. Februar 1980 2 Wochen \| 2 \| ABBA \| I Have a Dream Benny Andersson, Björn Ulvaeus \| – \| \| 1. März 1980 – 30. April 1980 9 Wochen \| 9 \| Pink Floyd \| Another Brick in the Wall Roger Waters \| – \| \| 1. Mai 1980 – 14. Juni 1980 6 Wochen \| 6 \| Goombay Dance Band \| Sun of Jamaica Wolfgang Jass, Wolff-Eckehardt Stein \| – \| \| 15. Juni 1980 – 14. Juli 1980 5 Wochen \| 5 \| Mike Krüger \| Der Nippel Mike Krüger \| – \| \| 15. Juli 1980 – 31. Juli 1980 2 Wochen \| 2 \| Goombay Dance Band \| Aloha-oe, Until We Meet Again Musik: Queen Lilioukalani; Text: Oliver Bendt, Ernest Clinton, Joachim Petersen \| – \| \| 1. August 1980 – 14. September 1980 7 Wochen \| 7 \| Lipps, Inc. \| Funkytown Steven Phillip Greenberg \| – \| \| 15. September 1980 – 14. Oktober 1980 4 Wochen \| 4 \| Olivia Newton-John & Electric Light Orchestra \| Xanadu Jeffrey Lynne \| – \| \| 15. Oktober 1980 – 14. Dezember 1980 9 Wochen \| 9 \| Oliver Onions \| Santa Maria Musik: Guido & Maurizio De Angelis; Text: Cesare de Natale, Susan Duncan Smith, Leonie Gane \| – \| \| 15. Dezember 1980 – 31. Dezember 1980 2 Wochen \| 2 \| Stevie Wonder \| Master Blaster (Jammin’) Stevie Wonder \| – \| |                                          |                                               | |                           |
| ← 1979 |                                          |                                               | | → 1981 →                  |
| Zeitraum | Wo. ges.                                 | Interpret                                     | Titel Autor(en)                                                                                               | Zusätzliche Informationen |
| (Zeitraum, Wochen auf Platz eins, Interpret, Titel, Autor[en], zusätzliche Informationen) |                                          |                                               | |                           |
| 1. Januar 1980 – 14. Februar 1980 6 Wochen | 6                                        | The Buggles                                   | Video Killed the Radio Star Geoffrey Downes, Trevor Charles Horn, Bruce Martin Woolley                        | –                         |
| 15. Februar 1980 – 29. Februar 1980 2 Wochen | 2                                        | ABBA                                          | I Have a Dream Benny Andersson, Björn Ulvaeus                                                                 | –                         |
| 1. März 1980 – 30. April 1980 9 Wochen | 9                                        | Pink Floyd                                    | Another Brick in the Wall Roger Waters                                                                        | –                         |
| 1. Mai 1980 – 14. Juni 1980 6 Wochen | 6                                        | Goombay Dance Band                            | Sun of Jamaica Wolfgang Jass, Wolff-Eckehardt Stein                                                           | –                         |
| 15. Juni 1980 – 14. Juli 1980 5 Wochen | 5                                        | Mike Krüger                                   | Der Nippel Mike Krüger                                                                                        | –                         |
| 15. Juli 1980 – 31. Juli 1980 2 Wochen | 2                                        | Goombay Dance Band                            | Aloha-oe, Until We Meet Again Musik: Queen Lilioukalani; Text: Oliver Bendt, Ernest Clinton, Joachim Petersen | –                         |
| 1. August 1980 – 14. September 1980 7 Wochen | 7                                        | Lipps, Inc.                                   | Funkytown Steven Phillip Greenberg                                                                            | –                         |
| 15. September 1980 – 14. Oktober 1980 4 Wochen | 4                                        | Olivia Newton-John & Electric Light Orchestra | Xanadu Jeffrey Lynne                                                                                          | –                         |
| 15. Oktober 1980 – 14. Dezember 1980 9 Wochen | 9                                        | Oliver Onions                                 | Santa Maria Musik: Guido & Maurizio De Angelis; Text: Cesare de Natale, Susan Duncan Smith, Leonie Gane       | –                         |
| 15. Dezember 1980 – 31. Dezember 1980 2 Wochen | 2                                        | Stevie Wonder                                 | Master Blaster (Jammin’) Stevie Wonder                                                                        | –                         |

## Alben
| ← 1979 ← | Liste der Nummer-eins-Alben in Österreich | Liste der Nummer-eins-Alben in Österreich | Liste der Nummer-eins-Alben in Österreich               | 1981 →                    |
| \| Zeitraum \| Wo. ges. \| Interpret \| Titel \| Zusätzliche Informationen \| \| (Zeitraum, Wochen auf Platz eins, Interpret, Titel, zusätzliche Informationen) \| \| \| \| \| \| ------------------------------------------------------------------------------ \| -------- \| ------------------------- \| ------------------------------------------------------- \| ------------------------- \| \| 1. Januar 1980 – 30. Januar 1980 4 Wochen \| 4 \| (Soundtrack) \| Grease: The Original Soundtrack from the Motion Picture \| – \| \| 1. Februar 1980 – 31. Mai 1980 17 Wochen \| 17 \| Pink Floyd \| The Wall \| – \| \| 1. Juni 1980 – 31. Juli 1980 9 Wochen \| 9 \| Mike Krüger \| Der Nippel \| – \| \| 1. August 1980 – 14. September 1980 7 Wochen \| 7 \| Orchester Anthony Ventura \| Die schönsten Melodien der Welt \| – \| \| 15. September 1980 – 30. September 1980 2 Wochen \| 2 \| (Soundtrack) \| Xanadu \| – \| \| 1. Oktober 1980 – 31. Oktober 1980 4 Wochen \| 4 \| Wolfgang Ambros \| Weiß wie Schnee \| – \| \| 1. November 1980 – 30. November 1980 5 Wochen \| 5 \| Demis Roussos \| Insel der Zärtlichkeit \| – \| \| 1. Dezember 1980 – 14. Januar 1981 6 Wochen \| 6 \| Barbra Streisand \| Guilty \| – \| |                                           |                                           |                                                         |                           |
| ← 1979 |                                           |                                           |                                                         | → 1981 →                  |
| Zeitraum | Wo. ges.                                  | Interpret                                 | Titel                                                   | Zusätzliche Informationen |
| (Zeitraum, Wochen auf Platz eins, Interpret, Titel, zusätzliche Informationen) |                                           |                                           |                                                         |                           |
| 1. Januar 1980 – 30. Januar 1980 4 Wochen | 4                                         | (Soundtrack)                              | Grease: The Original Soundtrack from the Motion Picture | –                         |
| 1. Februar 1980 – 31. Mai 1980 17 Wochen | 17                                        | Pink Floyd                                | The Wall                                                | –                         |
| 1. Juni 1980 – 31. Juli 1980 9 Wochen | 9                                         | Mike Krüger                               | Der Nippel                                              | –                         |
| 1. August 1980 – 14. September 1980 7 Wochen | 7                                         | Orchester Anthony Ventura                 | Die schönsten Melodien der Welt                         | –                         |
| 15. September 1980 – 30. September 1980 2 Wochen | 2                                         | (Soundtrack)                              | Xanadu                                                  | –                         |
| 1. Oktober 1980 – 31. Oktober 1980 4 Wochen | 4                                         | Wolfgang Ambros                           | Weiß wie Schnee                                         | –                         |
| 1. November 1980 – 30. November 1980 5 Wochen | 5                                         | Demis Roussos                             | Insel der Zärtlichkeit                                  | –                         |
| 1. Dezember 1980 – 14. Januar 1981 6 Wochen | 6                                         | Barbra Streisand                          | Guilty                                                  | –                         |